# Landtagswahl im Burgenland 1922
- SDAPDÖ: 13
- CS: 10
- GDVP: 4
- DÖBP: 6

Die Landtagswahl im Burgenland 1922 wurde am 18. Juni 1922 durchgeführt und war die erste Landtagswahl im neu gebildeten Bundesland Burgenland. Die Sozialdemokratische Arbeiterpartei Deutschösterreichs (SDAPDÖ) wurde dabei stärkste Partei und erzielte mit 38 % der Stimmen 13 der 33 Mandate. Den zweiten Platz belegte die Christlichsoziale Partei (CSP), die mit 31 % den Anspruch auf 10 Landtagsabgeordnete erwarb. Des Weiteren erhielt die Deutschösterreichische Bauernpartei, später Burgenländischer Bauernbund bzw. Landbund für Österreich 17 % und 6 Mandate und die Großdeutsche Volkspartei (GDVP) 13 % und 4 Mandate. Die Burgenländische Bürger- und Bauernpartei verfehlte hingegen mit rund 1 % Stimmenanteil den Einzug in den Landtag. 
Der Landtag der I. Gesetzgebungsperiode konstituierte sich in der Folge am 15. Juli 1922.

## Ergebnisse

### Gesamtergebnis
| Wahlberechtigte                                                | 153.663 | 153.663  | 153.663 |
| Wahlbeteiligung                                                | 83,97 % | 83,97 %  | 83,97 % |
|                                                                | Stimmen | %        | Mand.   |
| Abgegebene Stimmen                                             | 129.032 |          |         |
| Ungültig                                                       | 204     | 0,16 %   |         |
| Gültig                                                         | 128.828 | 99,84 %  |         |
| Partei                                                         |         |          |         |
| Sozialdemokratische Arbeiterpartei Deutschösterreichs (SDAPDÖ) | 49.059  | 38,08 %  | 13      |
| Christlichsoziale Partei (CSP)                                 | 40.156  | 31,17 %  | 10      |
| Deutschösterreichische Bauernpartei (DÖBP)                     | 21.990  | 17,07 %  | 6       |
| Großdeutsche Volkspartei (GDVP)                                | 16.510  | 12,82 %  | 4       |
| Österreichische Bürger- und Wirtschaftspartei                  | 1.113   | 0,86 %   | 0       |
| Gesamt                                                         | 128.828 | 100,00 % | 33      |